# Sporting de Macau
El Sporting Clube de Macau, conocido simplemente como Sporting de Macau, es un equipo de fútbol de Macao que juega en la Primera División de Macao, la liga de fútbol más importante del país.

## Historia
Fue fundado en 22 de setiembre del año 1926 y es el equipo filial Nº 25 del Sporting Clube de Portugal y es su sección más dinámica del Este, aunque este club ha sido refundado en varios años.

### Era Dorada
El club fue refundado por primera vez en 1951 por António Conceição, Adelino Silva, Major Acacio Cabrera Henriques y Mario Abreu. En los años 1990s ganaron el título de la Primera División de Macao, aunque el club a mediados de los 90s desapareció.

### Segunda Refundación
El club fue reactivado otra vez el 4 de junio del 2008 por António Conceição Junior en memoria a su padre y al Sporting de Portugal con el fin de que los aficionados del Sporting portugués se identificaran con el club, consiguiendo apoyo y eligiendo los nuevos directivos el 25 de noviembre de ese año.
El 15 de febrero del 2009 el club tuvo su primer asamblea en 20 años con 40 de 54 miembros votando en las elecciones del directorio, y con la participación de 100 deportistas; y el 5 de junio de ese año se oficializó la nueva normativa del club, las cuales regían desde el 10 de marzo de 1951, registrando al club en la Asociación de Fútbol de Macao.
En la temporada del 2012 obtienen el ascenso a la Segunda División de Macao, y un año después ascienden a la máxima categoría.

## Palmarés
- Primera División de Macao: 1

1991
- Segunda División de Macao: 1

2013
- Tercera División de Macao Grupo B: 1

2012
- Copa de Macao: 1

1951

## Participación en competiciones de la AFC
| Temporada | Torneo                 | Ronda | Club           | Casa | Visita | Global |
| --------- | ---------------------- | ----- | -------------- | ---- | ------ | ------ |
| 1991      | Copa de Clubes de Asia | 1     | South China AA | 0-5  | 1-9    | 1-14   |

## Clubes afiliados
- FC Osaka[3]

## Jugadores

### Jugadores destacados
- Eduardo Atraca
- Paul Conde
- Mandinho